# Dolmen de la Capilleta
El Dolmen de la Capilleta es una estructura megalítica del III milenio a. C. y se encuentra a 840 m de altitud en las proximidades de la localidad de Paúles de Sarsa en la Sierra de Guara en la provincia de Huesca.

## Acceso

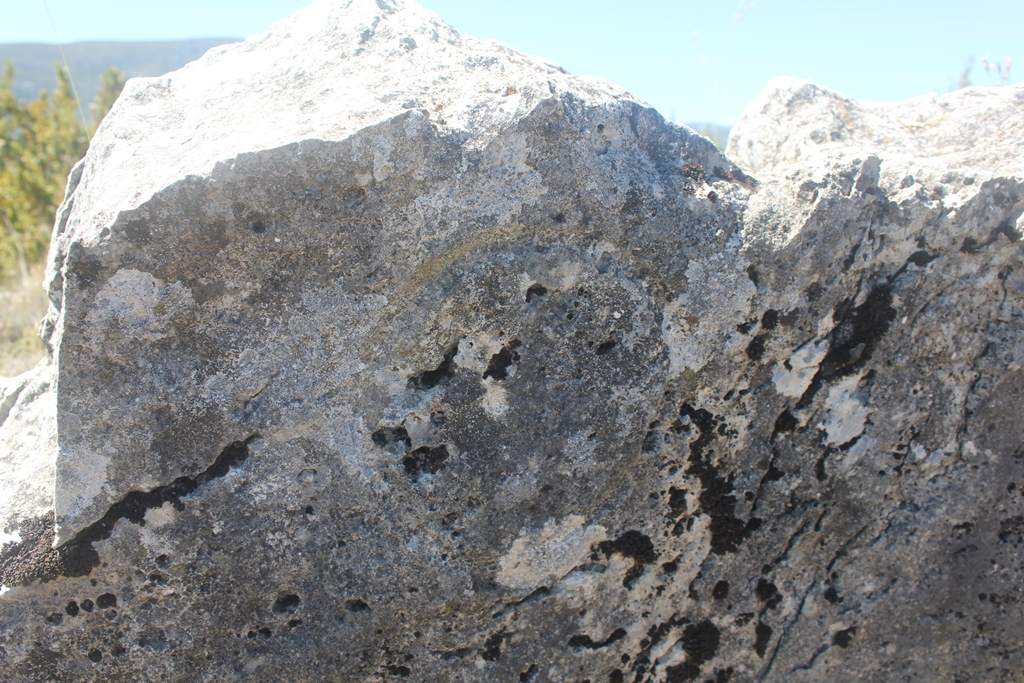
Una losa con círculo grabado

Recibe su nombre al encontrarse junto a la Capilleta de San Isidoro cerca de Paúles de Sarsa. Saliendo por carretera de Paúles de Sarsa y poco antes del cruce que da acceso a la localidad de El Coscollar está indicado un sendero que lleva en pocos metros al Dolmen de la Capilleta, situado en un pequeño altozano.

## Descripción
Parcialmente destruido por labores agrícolas, el Dolmen de la Capilleta conserva dos grandes losas, que daban forma a la cámara. Su principal rasgo es la inscripción circular en la cara interna de una de las losas. En las excavaciones del año 1987 se encontraron un rico ajuar compuesto por puntos de flecha de sílex y colgantes de piedra y hueso.